# Ґроново (Мронґовський повіт)
Ґроново (пол. Gronowo, нім. Grunau) — село в Польщі, у гміні Мронгово Мронґовського повіту Вармінсько-Мазурського воєводства.
Населення — 189 осіб (2011).

## Демографія
Демографічна структура станом на 31 березня 2011 року:
|          | Загалом | Допрацездатний вік | Працездатний вік | Постпрацездатний вік |
| -------- | ------- | ------------------ | ---------------- | -------------------- |
| Чоловіки | 91      | 18                 | 67               | 6                    |
| Жінки    | 98      | 31                 | 53               | 14                   |
| Разом    | 189     | 49                 | 120              | 20                   |